# Enryō Inoue
Enryō Inoue (jap. 井上円了 Inoue Enryō) (ur. 18 marca 1858  – zm. 6 czerwca 1919) – japoński filozof, pedagog i nacjonalista, jeden z najbardziej wpływowych buddystów z okresu Meiji. Próbował na nowo zdefiniować religię buddyjską przy pomocy filozofii europejskiej. Zajmował się również metafizyką oraz zjawiskami nadprzyrodzonymi, przez co znany był jako dr Duch lub dr Yōkai. Zmarł 6 czerwca 1919 podczas prowadzenia wykładów w Dalian w Chinach.
Jego najsłynniejszym dziełem jest Yōkaigaku kōgi (Wykłady na temat rzeczy niesamowitych).